# A340 (route russe)
Pour les articles homonymes, voir A340 (homonymie).
La route fédérale A-340 « Route de Khiakta» (en russe: Федера́льная автомоби́льная доро́га A340 «Кяхтинский тракт», Federalnaya avtomobilnaya doroga A340 «Kiakhtinski trakt»), est une route fédérale russe reliant Oulan-Oudé à Kiakhta, dont elle tire son nom. Elle constitue le premier tronçon de la route asiatique 3, axe de transport de la capitale bouriate jusqu'à Chiang Rai en Thaïlande. La route d'accès 340 traverse le sud de la Bouriatie, à travers de nombreux espaces steppiques et dépeuplés.

## Histoire
En 1666, l'ostrog d'Ouda est fondé, qui devient rapidement la ville de Verkhnéoudinsk (aujourd'hui Oulan-Oudé ). Mais pendant plusieurs décennies, il n'y a pas eu de liaisons de transport régulières avec la Chine et la Mongolie. En 1689, le traité de Nertchinsk est signé, marquant le début des relations officielles entre la Russie et la Chine. Avec le développement du commerce, il était alors question de créer un véritable corridor de transport entre les pays. Le 12 ( 22 ) novembre 1689, un décret royal fut publié sur la construction d'une route reliant Moscou à la Sibérie orientale, mais pendant 40 ans cette décision resta lettre morte. Sous Pierre Ier, la route de Sibérie se composait encore de nombreuses routes terrestres, portages et voies navigables.
En 1725, une ambassade dirigée par le comte Savva Vladislavich est envoyée en Chine. À la suite de deux années de négociations, en 1727, le traité de Bourina est signé, établissant  une frontière près de la future ville de Kiakhta, ainsi que le traité de Kiakhta, qui détermine les relations politiques et commerciales entre la Russie et la Chine. Trois ans plus tard, le gouvernement entreprit enfin d'aménager la route de Sibérie; mais elle ne fut achevée qu'au milieu du XIXe siècle.
En 1727, le comte Vladislavich fonda l'ostrog de Kiakhta, autour duquel la ville de Kiakhta grandit jusqu'à l'année suivante. Les traités de Bourina et de Kiakhta précédemment signés sont devenus cruciaux pour cette ville. Et pendant longtemps, Khiakta devint l'un des centres du commerce les plus importants de tout le continent.

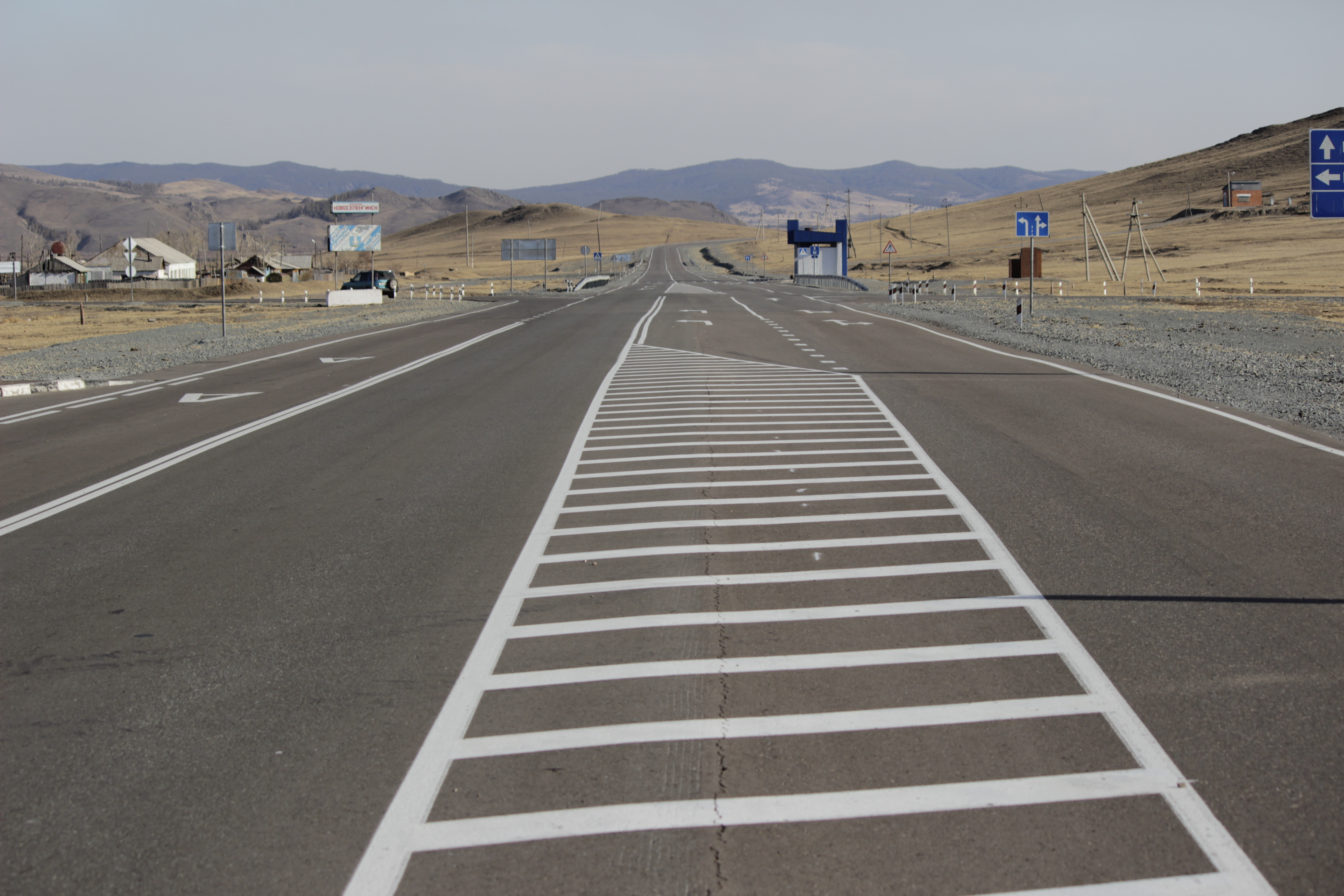
A340 près de Novosselenguinsk

En 2011, le numéro de la route est changé, passant de route d'accès A165 (ou ) à A340.

## Description
La route commence à 3 kilomètres des limites sud-ouest de la ville d'Oulan-Oudé près du village de Nour-Sélénié, dans raïon d'Ivolguinsk, à l'intersection avec la route R258 Baïkal, où un échangeur a été construit.
Elle se termine après un contournement routier de la ville de Kiakhta au poste de contrôle de Kiakhta- Altanboulag, à la frontière avec la Mongolie .
La route A340 est l'une des 4 routes fédérales reliant la fédération de Russie à la Mongolie . Il traverse le territoire de la Bouriatie et relie la capitale, la ville d'Oulan-Oudé, aux raïons du sud-ouest de la république - d'Ivolguinsk, de la Selenga et de Kiakhta. Dans le raïon de la Selenga, la route régionale 81A-007 (anciennement R440) Goussinooziorsk - Zakamensk ou route de Djida part de l'A340 , reliant les raïons de Djida et de Zakamensk au reste de la Bouriatie.
La route est située, comme l'ensemble de la Bouriatie, dans une zone de climat fortement continental, avec une température annuelle  moyenne de −1,6 °C (cf. Bouriatie, Climat ). À la fin de l'hiver - la première moitié du printemps, des vents froids du nord-ouest soufflent, ce qui rend difficile le déplacement le long de la route du sud au nord-est et forme des congères par endroits. Les pluies abondantes en fin d'été et les crues des rivières à la fin du printemps ont peu d'effet sur l'état de la route, puisque la route est située sur les versants supérieurs des vallées fluviales. Lors de la traversée de la plaine inondable des rivières Selenga (près de Novosselenguinsk) et Ouboukoun (près du village de Sredni Ouboukoun), la chaussée est surélevée par des remblais.
La route traverse des vallées steppiques sans arbres, entrecoupées de longs cols, où alors des forêts de pins longent de la route.

## Itinéraire
Raïon d'Ivolguinsk
- Échangeur entre  et , km 1
- Nijniaïa Ivolgua, km 3
- Intersection vers Tapkhar, km 7
- Entrée dans Ivolguinsk, km 12
- Intersection vers Krasnoïarovo, km 12
- Intersection vers Kalenovo et le datsan d'Ivolguinsk, km 13
- Intersection vers Kolobki, km 15
- Sortie d'Ivolguinsk, km 15
- Klioutchi, km 22
- Col Barissan, km 27
- Aire de repos , km 28
- Intersection vers Kokorino, km 38
- Intersection vers Orongoï, km 42
- Ligne ferroviaire d'Oulan-Oudé à Naoukchi, km 45
- Rivière Orongoï, km 46
- Aire de repos , km 47

Raïon de la Selenga, km 48
- Intersection vers Nijni Ouboukoun, km 52
- Intersection vers Karanga, km 56
- Intersection vers Sredni Ouboukoun, km 67
- Rivière Ouboukoun, km 68
- Rivière Ouboukoun, km 73
- Intersection vers Jargalanta, km 74
- Intersection vers Dede-Soutoï, km 82Intersection vers Tokhoï.

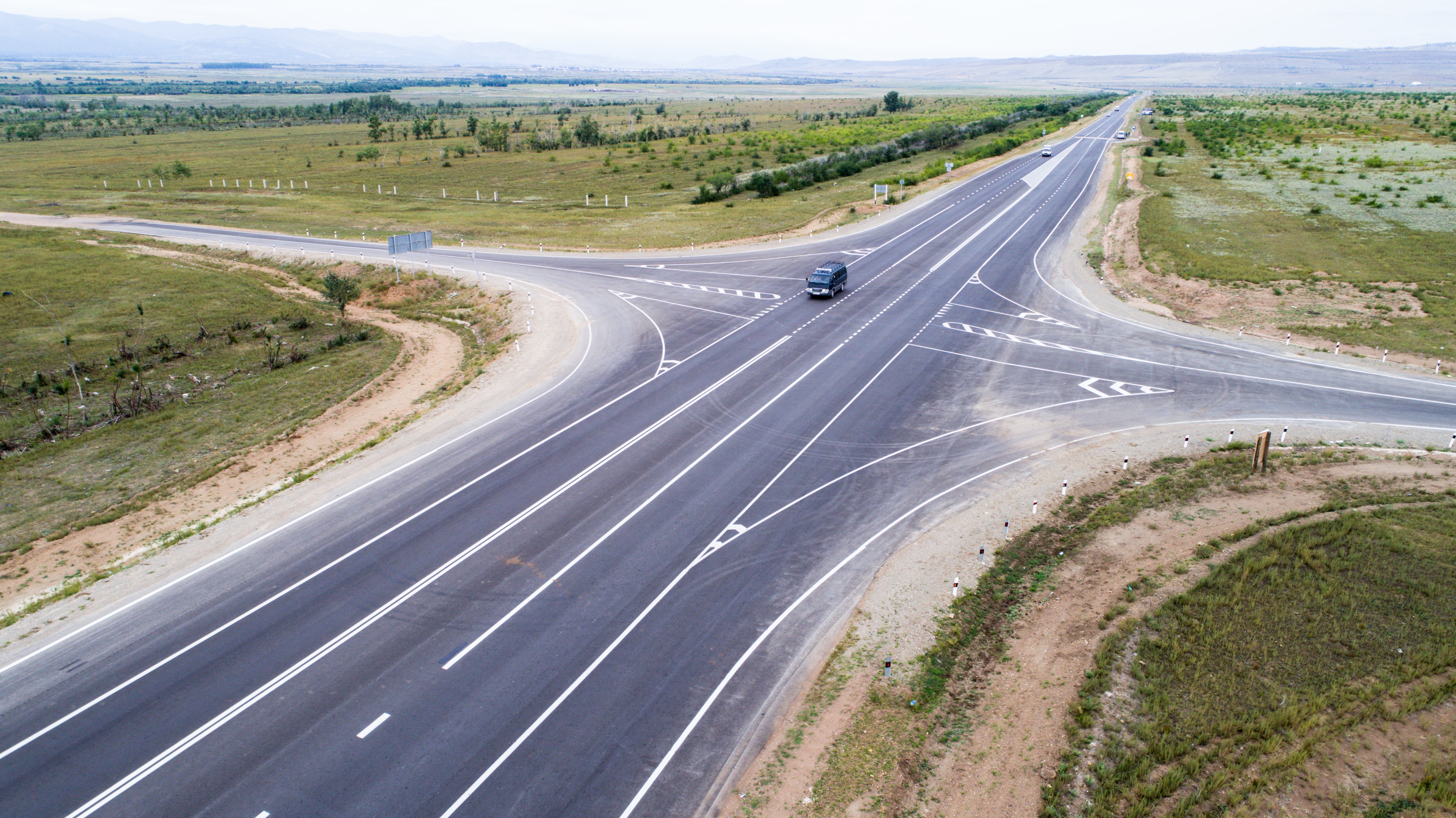
Intersection vers Tokhoï.

- Intersection vers Tokhoï, km 83
- Entrée dans Goussinooziorsk, km 92
- Sortie de Goosinooziorsk, km 98
- Intersection vers Naberejny (quartier de Goussinooziorsk), km 98Lac Goussinoïe depuis le col Oubiyenni.
- Col Oubiyenni, km 103
- Intersection avec la 81A-007 vers Zakamensk, km 107

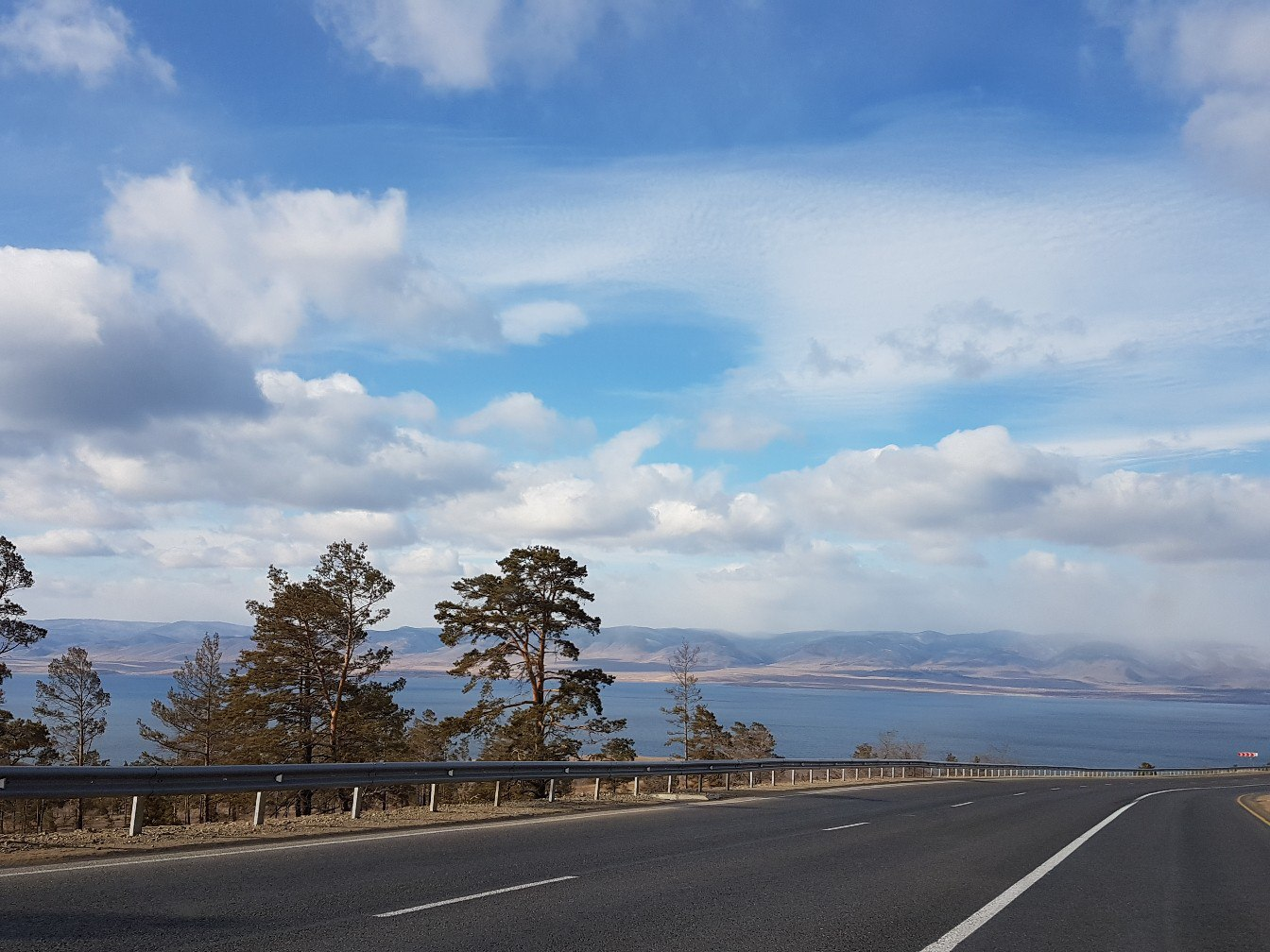
Lac Goussinoïe depuis le col Oubiyenni.

- Intersection vers Bourgastaï, km 115
- Intersection vers la 81A-007 et vers Novosselenguinsk, km 117
- Intersection vers Novosselenguinsk, km 119
- Rivière Selenga, km 124
- Intersection avec la 81K-025 vers Zourgan-Debe, km 127
- Povorot, km 139
- Intersection vers Deben, km 156

Raïon de Kiakhta, km 162
- Col Khouraïski, km 163Col Khouraïski.

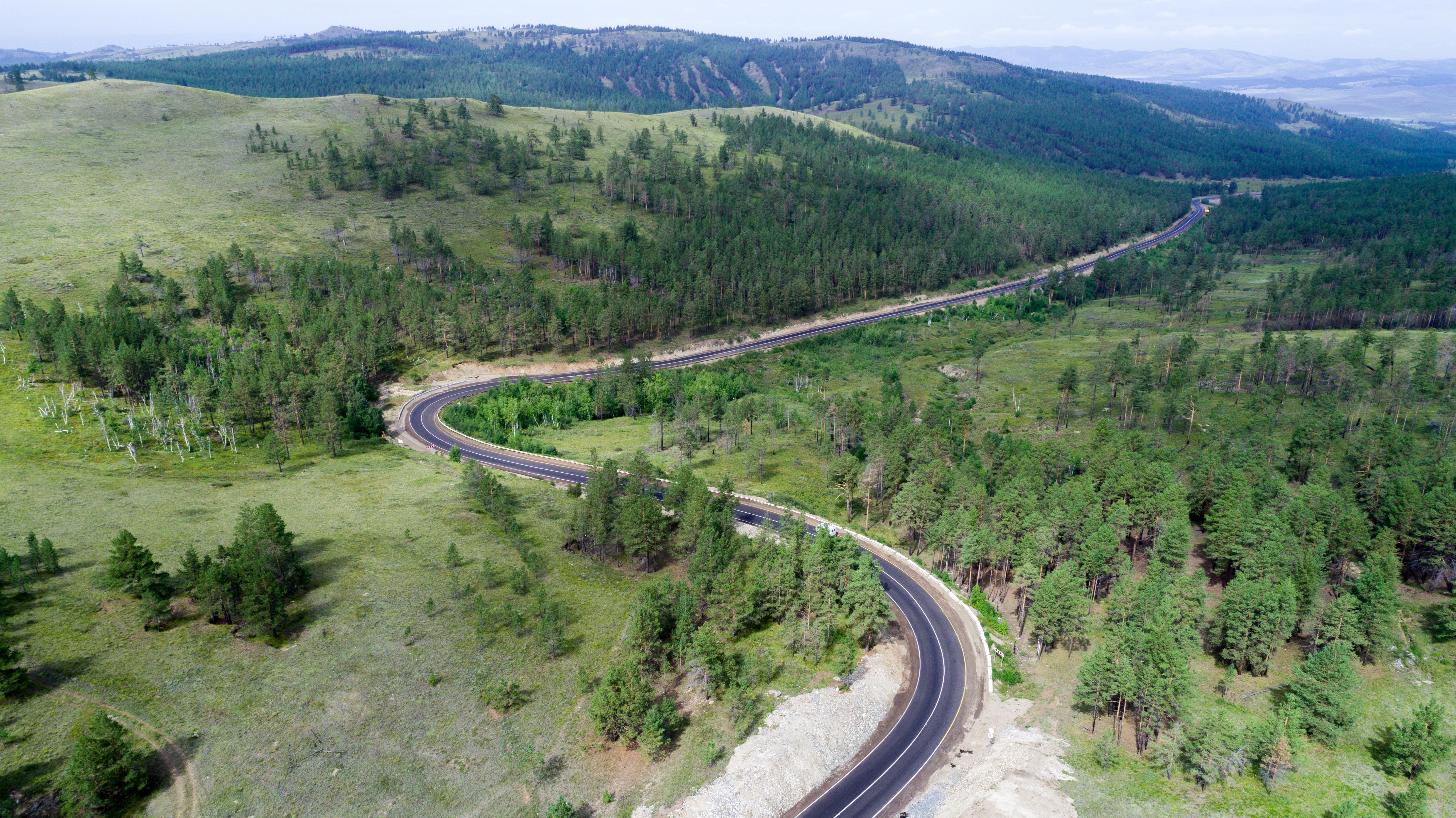
Col Khouraïski.

- Intersection vers Novodessiatnikovo, km 170
- Kalinichna, km 175
- Col de Kalinichna, km 180
- Intersection vers Oust-Kiakhta et vers Soubouktouï et Okino-Klioutchi, km 187
- Intersection vers Oust-Kiakhta, km 204
- Intersection vers Naouchki et Kiakhta-nord, km 207
- Intersection avec la 81A-004 vers Kiakhta et vers Moukhorchibir, km 107
- Douanes russes km 218
- Frontière avec la Mongolie à Altanboulag, km 219

### Note sur le kilométrage
L'itinéraire n'est pas exhaustif. Les distances et points kilométriques ont été calculées via Yandex.

## Galerie

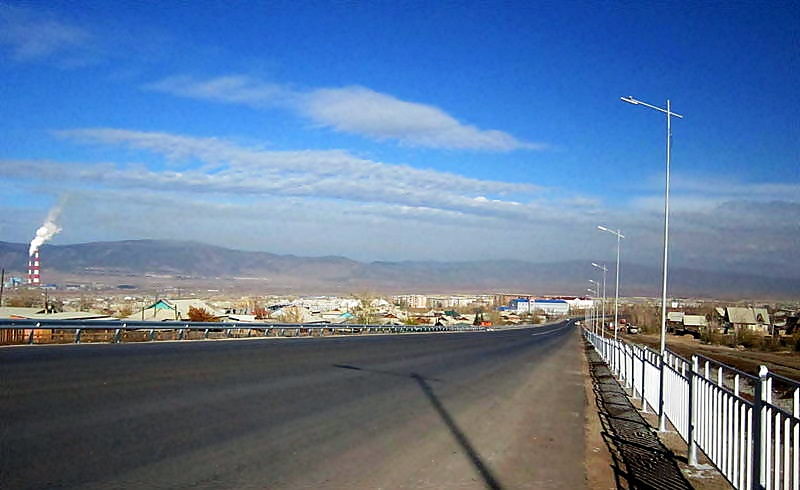
La route à Goussinooziorsk.
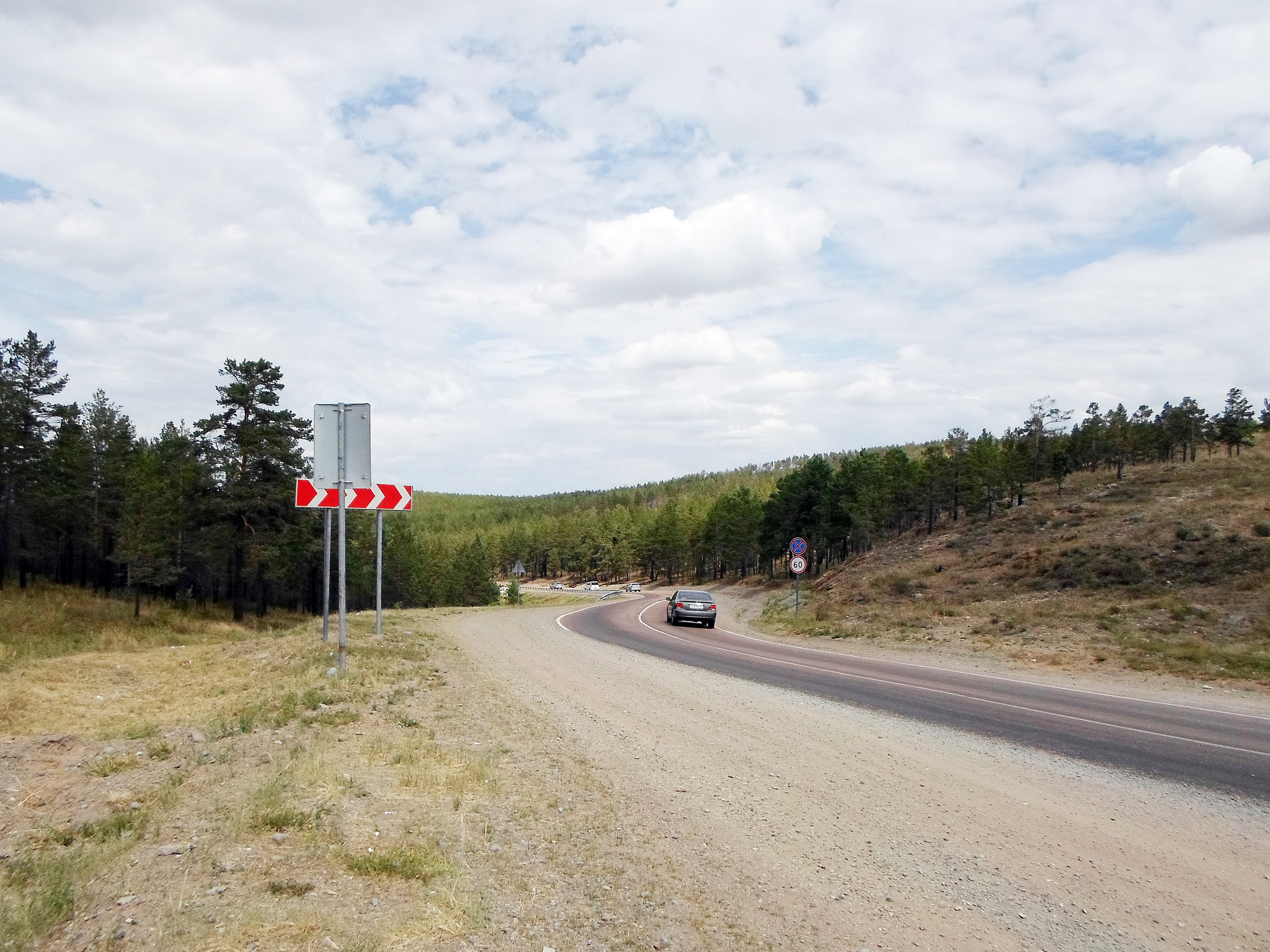
Col Oubiyenni
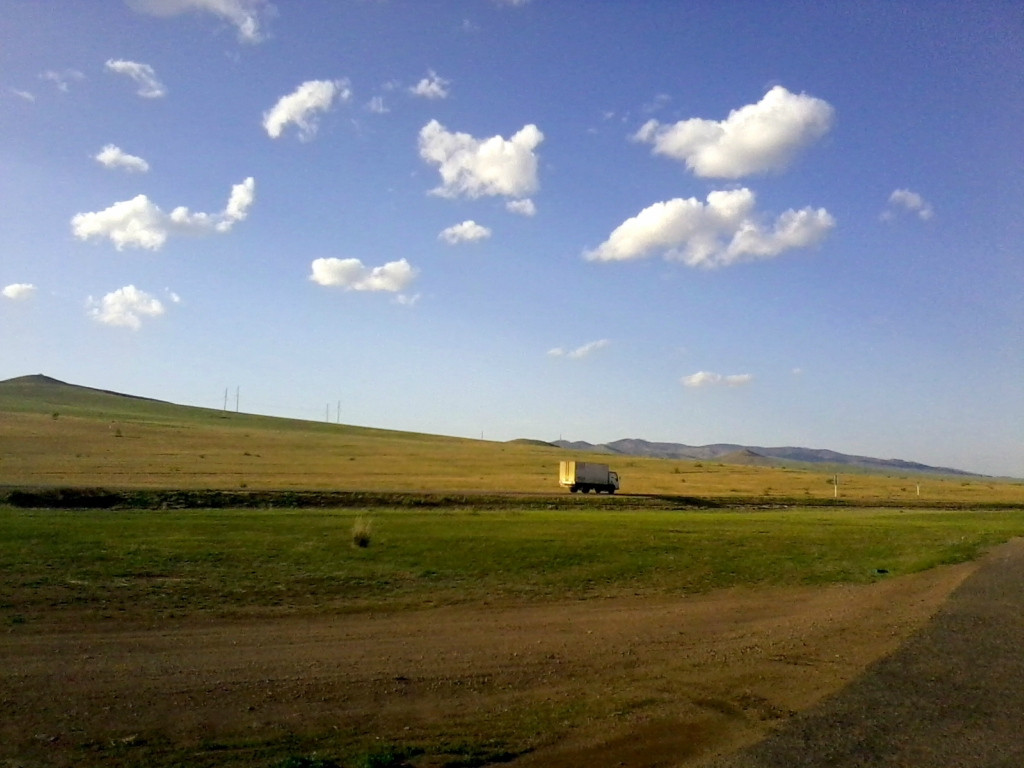
Route dans la steppe d'Orongoï
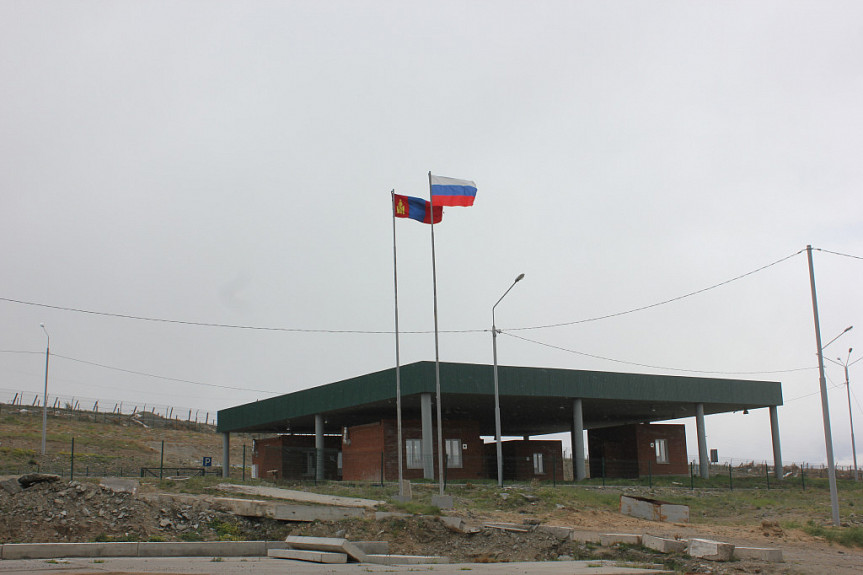
Point final de la route A340 à la frontière avec la Mongolie